# 厥陰病
厥陰病，中醫病名，傷寒論六經辨證之一。

## 病因
厥陰，為足厥陰肝經，主收納陰氣。它的特色是陰陽錯雜、寒熱混淆。
柯琴曰：「兩陰交盡，名曰厥陰，又名陰之絕陽，是厥陰宜無熱矣。然厥陰主肝，而膽藏肝內，則厥陰熱證，皆少陽相火內發也。要知少陽、厥陰，同一相火。相火鬱於內，是厥陰；出於表，是少陽。」
《傷寒論》：「厥陰之為病，消渴，氣上撞心，心中疼熱，飢而不欲食，食則吐蚘，下之利不止。」

## 治法
- 烏梅丸。
- 吳茱萸湯

## 外部連結
- 厥陰 中藥方劑圖像數據庫 (香港浸會大學中醫藥學院) （中文）（英文）
- 烏梅丸 中藥方劑圖像數據庫 (香港浸會大學中醫藥學院) （中文）（英文）
- 吳茱萸湯 中藥方劑圖像數據庫 (香港浸會大學中醫藥學院) （中文）（英文）